# مارتي ماكنزي
مارتي ماكنزي (بالإنجليزية: Marty McKenzie)‏ هو لاعب اتحاد الرغبي نيوزلندي، ولد في 14 أغسطس 1992 في إنفركارجل في نيوزيلندا.

## وصلات خارجية
- مارتي ماكنزي على موقع ItsRugby.co.uk (الإنجليزية)